# 呉権
呉 権（ご けん、ゴ・クエン、ベトナム語：Ngô Quyền / 吳權）は、ベトナム呉朝の建国者。前呉王（ベトナム語：Tiền Ngô Vương / 前吳王）と称された。

## 生涯
唐林（現在のハノイ市ソンタイ）の州牧だった呉旻の子として生まれる。『大越史記全書』によると、生まれたときに異様な光に包まれていて、背中には大きなあざが三つあったとされる。将来大物になるということで、名を「権」と付けられた。
楊廷芸の南漢に抗する戦争で勇敢に戦い、信頼を得てその娘を娶った。南漢軍を撃退した後に楊廷芸より刺史の位を授かり、愛州（現在のタインホア省）を治めた。楊廷芸が矯公羨に殺されると、大有10年（937年）12月に愛州で挙兵して矯公羨を打ち破った。矯公羨に救援を求められた南漢皇帝の劉龑は万王劉弘操を静海軍節度使に任じて、兵を発した。劉洪操は水軍を率いて安南に侵攻したが、この時既に呉権は矯公羨を殺していた。南漢軍の侵攻を聞いた呉権は白藤江で迎撃し、これを大いに破った。
大有10年（939年）に王位に上り、古螺の地を選んで都とした。北方王朝の千年にも及ぶ統治に終止符を打ったのである。
呉権は北方王朝の節度使の廃止を決定し、安南に新しい朝廷を樹立した。王が朝廷の先頭に立ち、政治・外交・軍事の全てを決定することにしたのである。文武の官僚を置き、朝廷内の儀礼と官吏の服装の色を階級に応じて規定した。
また功績のある将軍を選んで、重要な各州を治めさせた。丁公著は驩州、矯公罕は峰州（現在のフート省）の刺史となった。乾和2年（944年）、古螺で世を去った。

## 人物
長身のがっしりとした体格で、眼光が鋭く、歩く様子はまるで虎のようであり、力は一人で鼎を持ち上げることができるほどだったと言われている。